# Rouville, Oise

Rouville este o comună în departamentul Oise, Franța. În 1 ianuarie 2022 avea o populație de 250 de locuitori.